# Something (utwór muzyczny Andriusa Pojavisa)
Something – autorski utwór litewskiego piosenkarza Andriusa Pojavisa, wydany cyfrowo w 2013.
W 2012 utwór został dopuszczony do programu Eurovizijos dainų konkurso nacionalinė atranka jako jedna z 40 propozycji. W kolejnych miesiącach pomyślnie przechodził przez kolejne etapy eliminacji i dotarł do finału rozgrywanego 20 grudnia, w którym zwyciężył po otrzymaniu największego poparcia jurorów i telewidzów, zostając propozycją reprezentującą Litwę podczas 58. Konkursu Piosenki Eurowizji 14 maja został zaprezentowany przez Pojavisa w pierwszym półfinale konkursu i awansował do rozgrywanego cztery dni później finału, w którym zajął 22. miejsce po zdobyciu 17 punktów.